# Fruntimmers-skyddsförening
Fruntimmers-skyddsförening var namnet för flera välgörenhetsföreningar grundade och styrda av kvinnor i Sverige under 1800-talet. 
Under första hälften av 1800-talet, efter bildandet av Välgörande fruntimmerssällskapet 1819, grundades en stor mängd välgörenhetsföreningar i Stockholm och Sverige.  Dessa kallades allmänt för fruntimmers-skyddsföreningar eftersom de främst sköttes av kvinnor.  De var inspirerade av liknande föreningar i främst Tyskland, främst den som bildats av Amalia Siewking i Hamburg 1833, och organiserade sig efter tyskt mönster.  En gemensam tanke var att hjälpen till behövande inte skulle vara villkoras mot religiös uppfostran eller användas som missionsmetod. 
Kanske mest känd är de fruntimmers-skyddsföreningar som grundades i Stockholm. I Stockholm grundades många sådana lokala fruntimmers-skyddsföreningar, bland annat en av drottning Sofia avsedd för Kungsholms församling år 1858. Denna skyddsförening samlade år 1866 alla övriga lokala fruntimmers-skyddsföreningar under sig och gick samman till Stockholms Allmänna Skyddsförening. 